# Culture en Savoie
La culture en Savoie désigne tous les aspects d'ordre culturel présent dans le département français de la Savoie en région Auvergne-Rhône-Alpes.
Il s'agit de toutes les formes d'art (musique, peinture, théâtre...), de culture tenant à différents types de patrimoine (architectural, gastronomique...) ainsi qu'aux festivités culturelles (festivals et évènements culturels).

## Arts

### Architecture

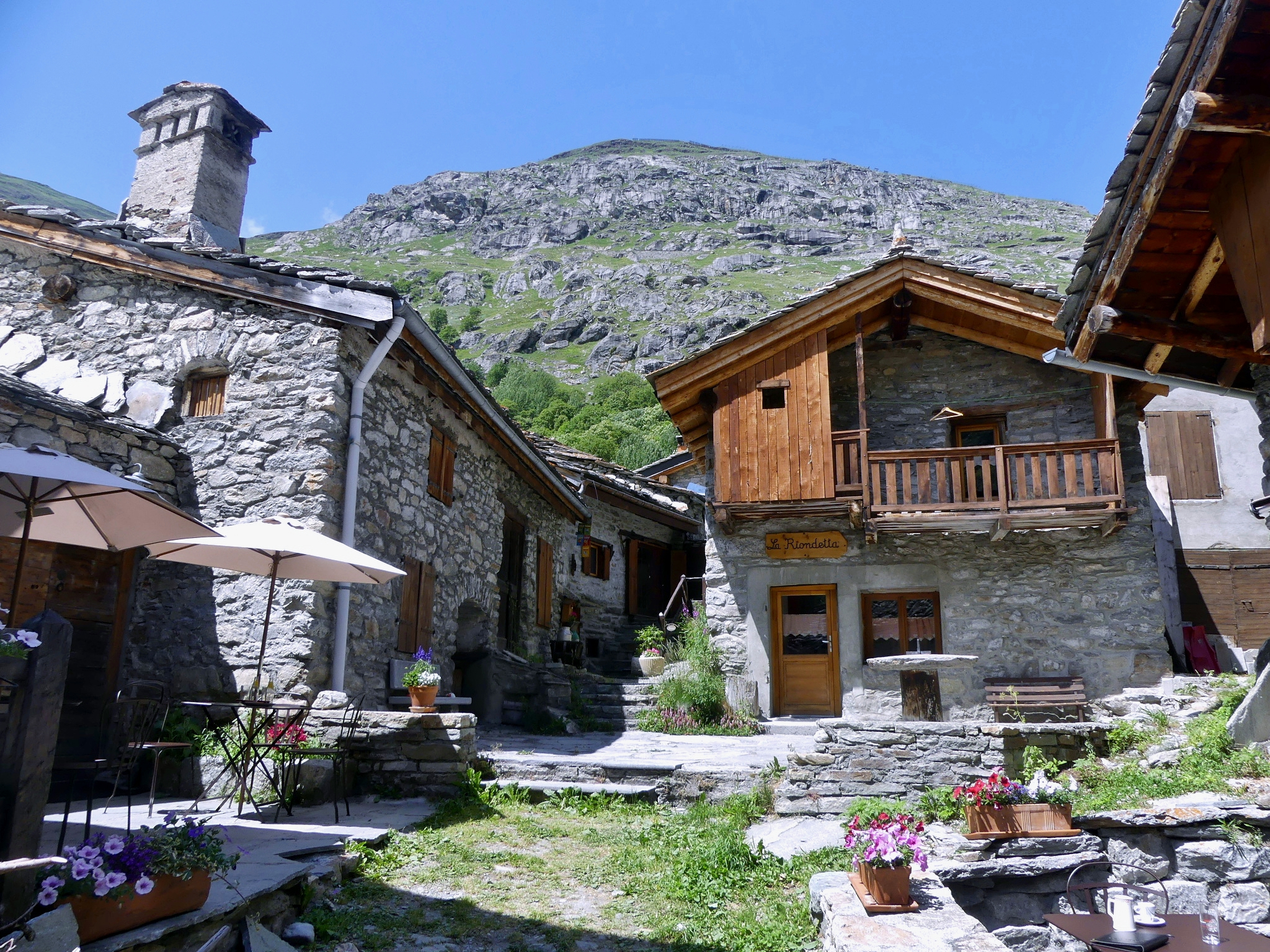
Maisons à Bonneval-sur-Arc.

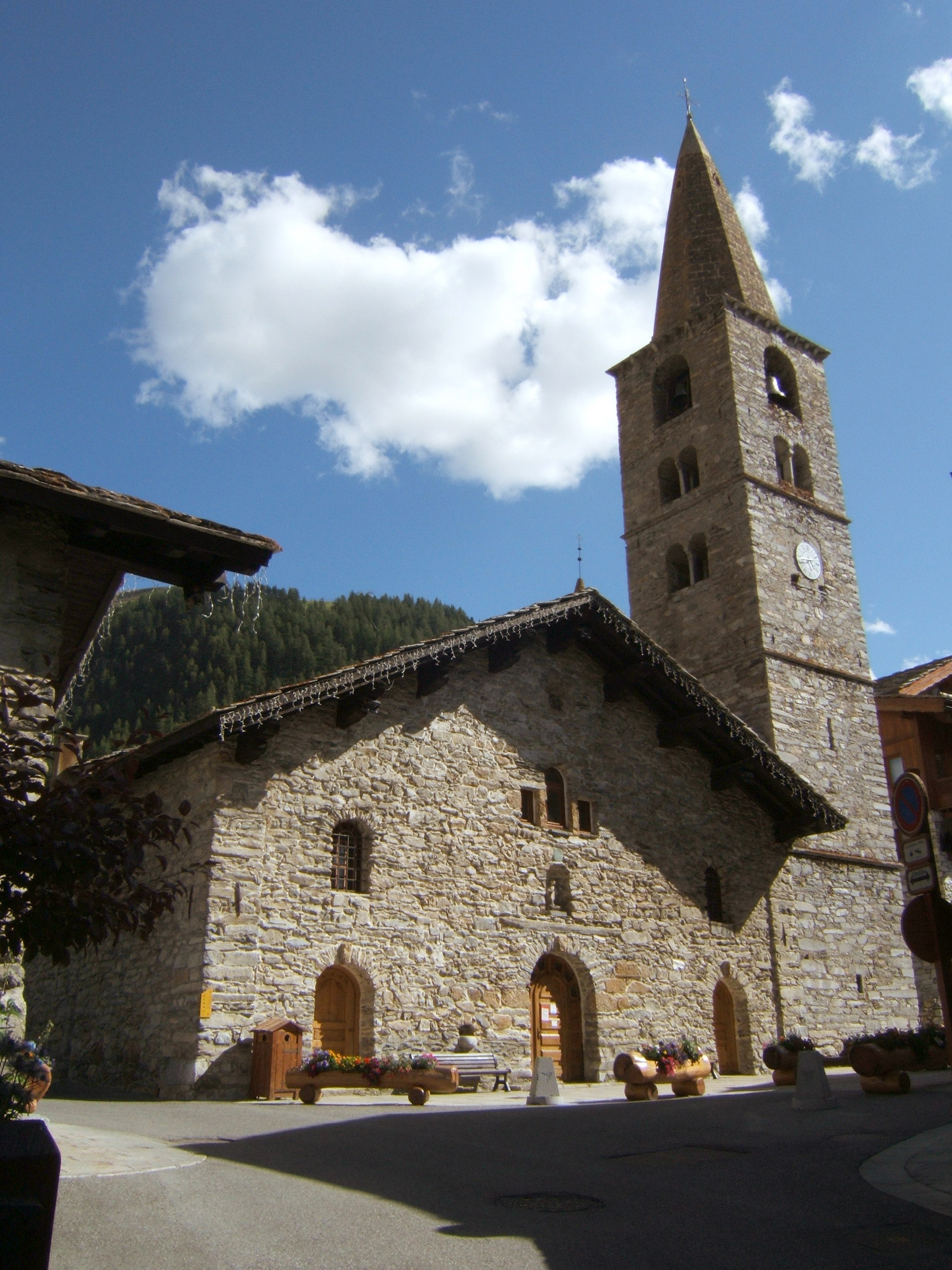
L'église Saint-Bernard des Alpes de Val d'Isère (XVIIIe).

Le premier art qu'est l'architecture est très diversifié sur le territoire du département. L'architecture rurale montre déjà des différences selon les territoires et leurs caractéristiques économiques et culturelles. Pour autant, les caractéristiques communes à l’architecture en Savoie sont l’utilisation de la pierre tirée directement des montagnes quasiment omniprésentes sur l’ensemble du territoire, ainsi que du bois, bien que son utilisation soit conditionnée à l'exposition et à l'altitude des constructions. L'ardoise, la tuile et parfois la taule sont également traditionnellement utilisées pour la toiture. Les maisons étaient souvent d'une certaine taille pour accueillir des bêtes (écuries, étables, granges) et permettre le stockage (greniers, caves…), même si la cohabitation entre bétail et individus n'a jamais été généralisé en Savoie, celle-ci ne se rencontrant que dans quelques zones des hautes vallées, qui plus est limitées à la période hivernale. L'architecture datant d'avant le XIXe siècle est moins bien connue du fait des règles imposées progressivement, comme l'obligation des toitures en tôle plutôt qu'en chaume ou l'emplacement des portes et fenêtres.
En ce qui concerne les édifices religieux, la Savoie comprend aussi bien des églises ou cathédrales romanes comme l'église Saint-Pierre de Lémenc à Chambéry ou la cathédrale Saint-Jean-Baptiste de Saint-Jean-de-Maurienne, gothiques à partir du début du XVIIIe siècle et dont on retrouve des décors sur la Sainte-Chapelle ou la cathédrale de Chambéry, et baroques, qui durera jusqu'en 1815. Le XXe siècle est pour sa part marqué par des architectures monumentales comme les églises de Tignes ou de Modane ou encore la pyramide du Mont-Cenis puis plus modernes et se fondant plus dans le paysage urbain comme l'église Notre-Dame-de-l'Assomption à Courchevel. À l'égard de l’architecture religieuse baroque, les « chemins du Baroque » permettent de découvrir près d'une centaine de sites religieux savoyards baroques, notamment présents en Tarentaise, Maurienne, dans le Beaufortain et dans le Val d'Arly.
En matière de promotion et de conseil en architecture, il existe dans le département la Maison de l'Architecture de Savoie (MAS) chargée entre autres de « diffuser la culture architecturale contemporaine au grand public » et le Conseil d'architecture, d'urbanisme et d'environnement de la Savoie.

### Sculpture
Le deuxième art qu'est la sculpture est également très présent en Savoie. Le département s'est notamment beaucoup doté de sculptures et de statues durant le XIXe siècle dont les visées étaient à la fois la gloire des grands hommes et les commémorations. La ville de Chambéry en possède à elle seule plusieurs dizaines, la plus connue étant la fontaine des Éléphants érigée en 1838 en l'honneur du comte de Boigne à la suite de son don effectué à la ville, mais en possède également de Jean-Jacques Rousseau, d'Antoine Favre ou des frères Joseph et Xavier de Maistre. Pour les monuments commémoratifs, la ville compte la statue de La Sasson, érigée en 1892 pour marquer le centenaire du premier rattachement de la Savoie à la France de 1792, ainsi que les monuments aux Savoyards morts pour la patrie.
Ailleurs en Savoie trônent les statues de Saint-Bernard de Menthon au col du Petit-Saint-Bernard, du médecin et botaniste François-Emmanuel Fodéré dans sa ville natale de Saint-Jean-de-Maurienne, ou encore le buste de Germain Sommeiller, à qui l’on doit la percée du tunnel ferroviaire du Mont-Cenis, en gare de Modane. Du côté des commémorations, les grandes villes du département comptent des monuments aux morts des dernières guerres ou des évènements plus particuliers comme la stelle rappelant l'ouverture de la Route Royale des Échelles par Charles-Emmanuel II de Savoie en 1652.

### Peinture

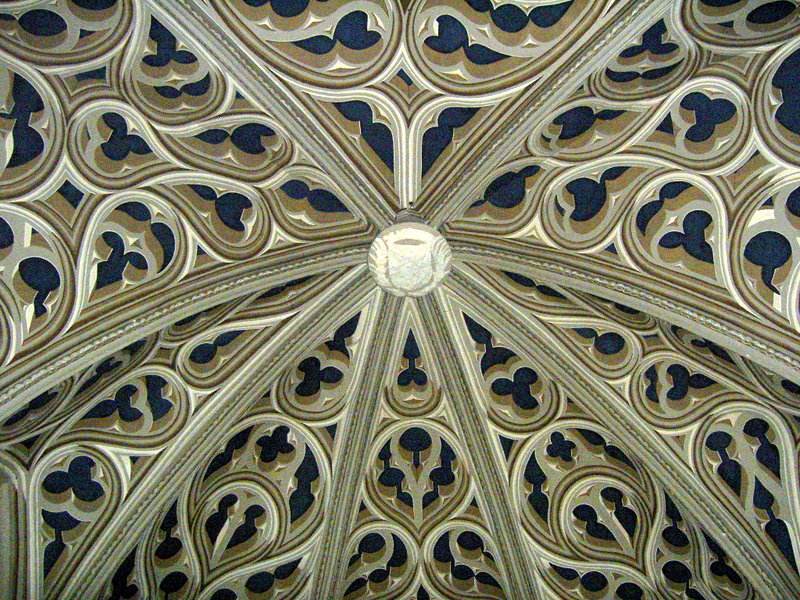
Trompe-l'œil dans la cathédrale de Chambéry.

Pour le troisième art enfin, c'est-à-dire la peinture, la Savoie n'est là aussi pas en reste. Le musée des beaux-arts de Chambéry présente à cet égard une grande partie des tableaux peints entre les XIVe et XIXe siècles, à l'inspiration variant de l'italien et piémontais et consistant en la description de paysages ou de portraits. En outre, le département a connu une « École savoyarde » au travers de l’École de peinture de Chambéry jusqu'au début du XXe siècle qui a formé de nombreux peintres, attirés notamment par la peinture de paysages.
Mais la peinture se retrouve également directement sur les murs savoyards. Les peintures murales se retrouvent dans de très nombreux endroits dans le département, les plus anciennes étant les peintures murales médiévales de Cruet, datées de la fin du XIIIe siècle et actuellement exposées au Musée savoisien à Chambéry. Le palais de justice de Chambéry renferme lui aussi une peinture murale dans la salle des pas perdus, ainsi que divers tableaux au niveau des salons. De nombreux autres bâtiments en possèdent au sein du département.
Enfin la Savoie possède une grande quantité de peintures en trompe-l'œil. Les plus connus sont ceux de l'intérieur de la cathédrale de Chambéry, qui de par leurs 6 000 m2 de superficie constituent le plus vaste ensemble de peintures en trompe-l'œil d'Europe. Chambéry qui par ailleurs possède également de nombreux trompe-l'œil sur plusieurs bâtiments du centre ancien.
Parmi ces arts, l’art contemporain s’expose dans plusieurs galeries et musées d’Aix-les-Bains et Chambéry, à l’Espace Malraux de Chambéry, au Dôme d’Albertville ou à La Conciergerie de La Motte-Servolex.

### Musique

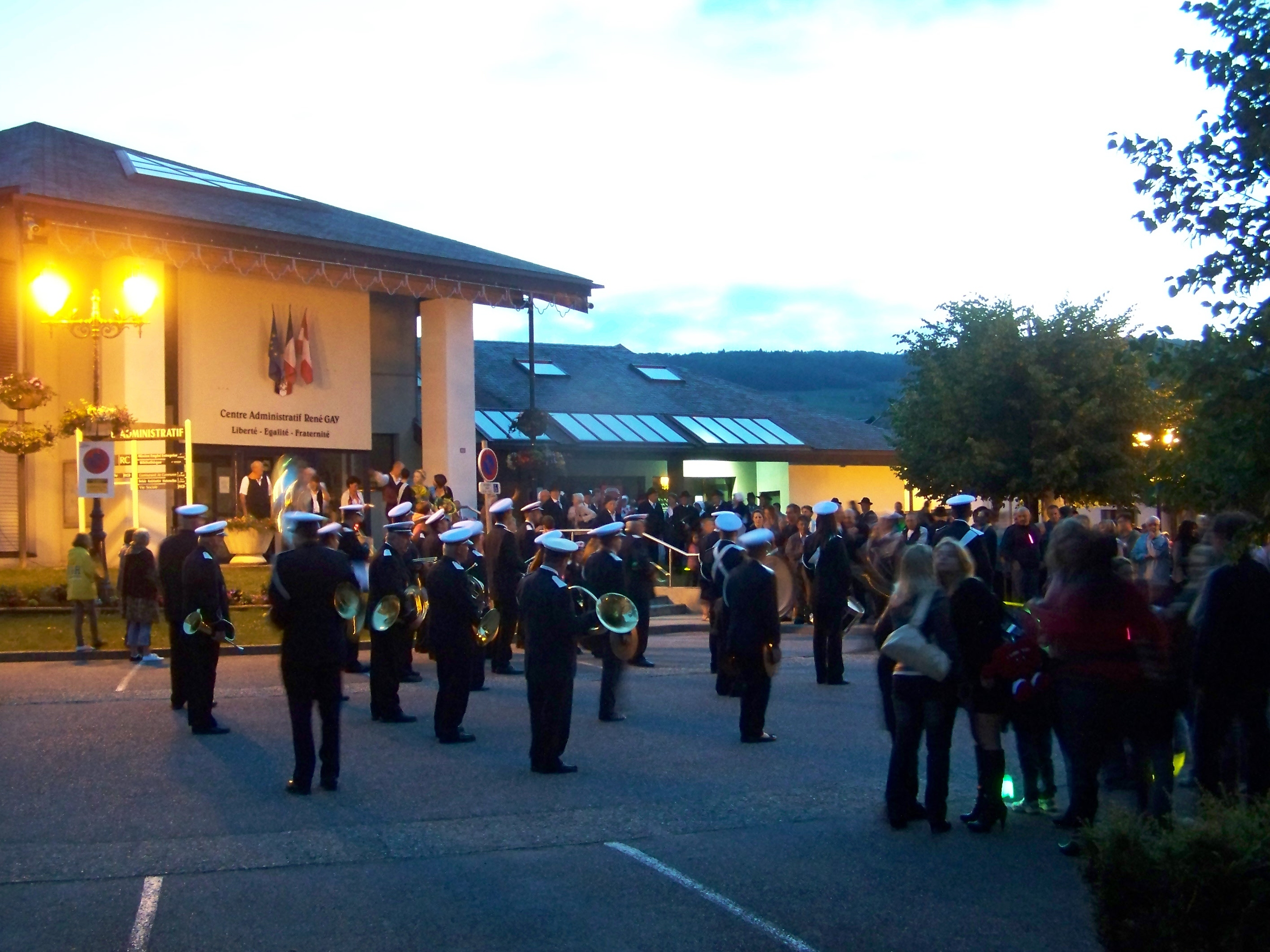
Batterie-fanfare lors de la retraite aux flambeaux de juin à Albens.

En poursuivant avec le quatrième art qu'est la musique, le département de la Savoie compte 26 écoles de musique au sein desquelles près de 8 000 élèves étaient inscrits sur l’année scolaire 2011-2012. La pratique de la musique à Chambéry est effectuée, entre-autres, à la Cité des Arts et le Conseil général de la Savoie favorise la pratique de la musique, notamment dans le milieu scolaire. En parallèle, existe également en Savoie et en Haute-Savoie l'Orchestre des Pays de Savoie, créé en 1984 et composé de 23 musiciens permanents (comprenant 19 instruments à cordes, 2 hautbois et 2 cors), ainsi que différents groupes de musique folkloriques et d'orchestres de batterie-fanfare.
Pour la représentation de spectacles musicaux, le département s'est doté en 2009, à Chambéry, d'une nouvelle salle multifonctionnelle, le Phare, pouvant accueillir de 3 000 personnes assises à 6 000 personnes assises et debout, et dans lequel s'organisent des concerts de chanteurs et de groupes nationaux et internationaux. D'autres scènes de taille plus modeste existent parallèlement, à Chambéry et Albertville notamment.

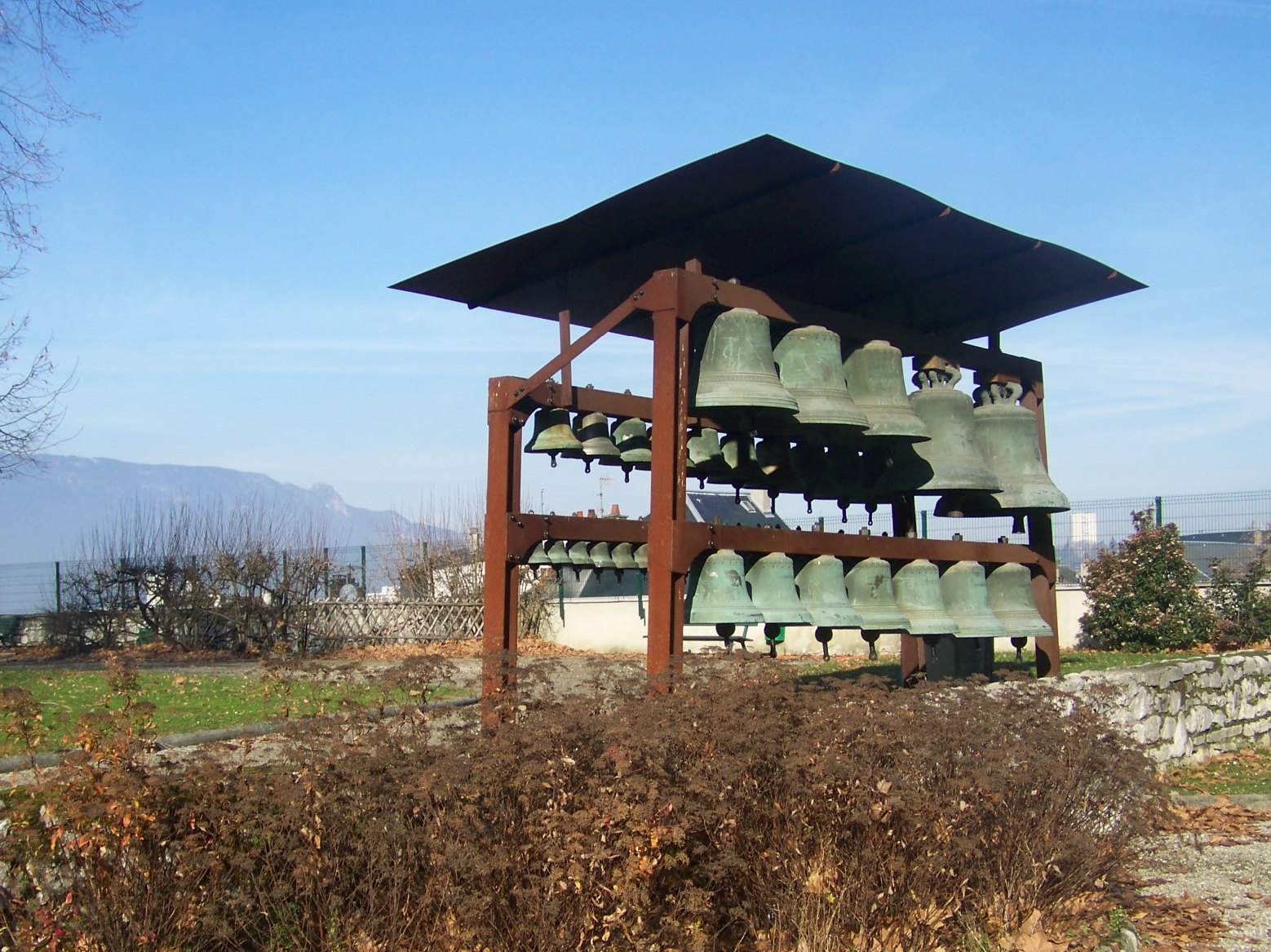
Le carillon de 1937 et ses 40 cloches au château de Chambéry.

Historiquement, la Savoie est à l'origine de plusieurs mélodies ou chants. Le plus symbolique d'entre eux demeure Les Allobroges de Joseph Dessaix, entonné la première fois en 1856. Le texte a été écrit en l'honneur de la Constitution des États sardes et il est originellement nommé La Liberté. Le chant est considéré comme l'hymne savoyard, « une espèce de Marseillaise pour les Savoyards » qui demande à être exécuté à une allure de pas redoublé et qui connut dès sa popularisation un retentissement énorme dans tous les Pays de Savoie. Un siècle plus tard, la chanson Étoile des neiges, basée sur une mélodie écrite par l'autrichien Frank Winkler en 1944, devient emblématique de l'identité savoyarde car c'est en 1948 que Jacques Hélian la découvre et demande à son parolier Jacques Plante d'y poser un texte. Ce dernier choisit pour thème la Savoie, et la chanson connaîtra un succès phénoménal grâce notamment à Line Renaud qui l'interprétera dans les années 1950. Le titre est également connu du grand public durant les années 1980 grâce à sa reprise rock par le groupe savoyard Simon et les Modanais, pour laquelle ils reçoivent un disque d'or en 1987,,,.
Enfin, sont à mentionner le grand orgue romantique de la cathédrale de Chambéry, datant de 1847 et comportant 50 jeux, 3 claviers et 1 pédalier agissant sur plus de 2 800 tuyaux, ou le carillon de la tour Yolande de la Sainte-Chapelle du château des ducs de Savoie, le plus récent carillon construit par les Fonderies Paccard et qui avec ses 70 cloches compte parmi les plus importants d'Europe. Installé en 1993, il remplace l'ancien carillon de 1936, d'abord de 37 puis de 40 cloches à partir de 1960. Ce dernier est aujourd'hui installé dans la cour du château. Là encore ce carillon est le plus important d'Europe et le 4e au monde après ceux de Broomefiels Hills (77 cloches), de Riverside (74 cloches) et de Chicago (72 cloches) aux États-Unis.

### Littérature
Le cinquième art, c'est-à-dire la littérature (incluant la poésie) a là aussi été souvent présent en Savoie dans l'histoire et le demeure aujourd'hui. Même si la Savoie n'est pas exceptionnellement réputée pour ses écrivains et poètes célèbres, nombreux sont en revanche ceux à avoir mentionné la Savoie dans leurs écrits. L'ouvrage de Rémi Mogenet Écrivains en Pays de Savoie paru en 2012 retrace ces auteurs et leurs références aux Pays de Savoie (Savoie et Haute-Savoie), parmi lesquels figurent notamment Goethe, Chateaubriand, Alexandre Dumas, Honoré de Balzac, André Gide, Stendhal ou Victor Hugo. L'auteur explique que le passage obligé par le col du Mont-Cenis et la position de « carrefour alpin » de Chambéry faisait que la Savoie a longtemps été un territoire très fréquenté des voyageurs, qui en profitaient alors pour le décrire durant leur périple. C'est ainsi que de nombreux récits de voyage permettent aujourd'hui aux historiens de s'imaginer la Savoie au fil des siècles, par exemple quand en 1581 Montaigne décrit le mont du Chat, le lac du Bourget et le château de Bourdeau :

« Déjà nous vînmes passer le Mont du Chat, haut, raide, et pierreux mais nullement dangereux ou mal aisé, au pied duquel se sied un grand lac, et le long d'icelui un château nommé Bordeau. »

— Michel de Montaigne, Journal de voyage en Italie (1581)

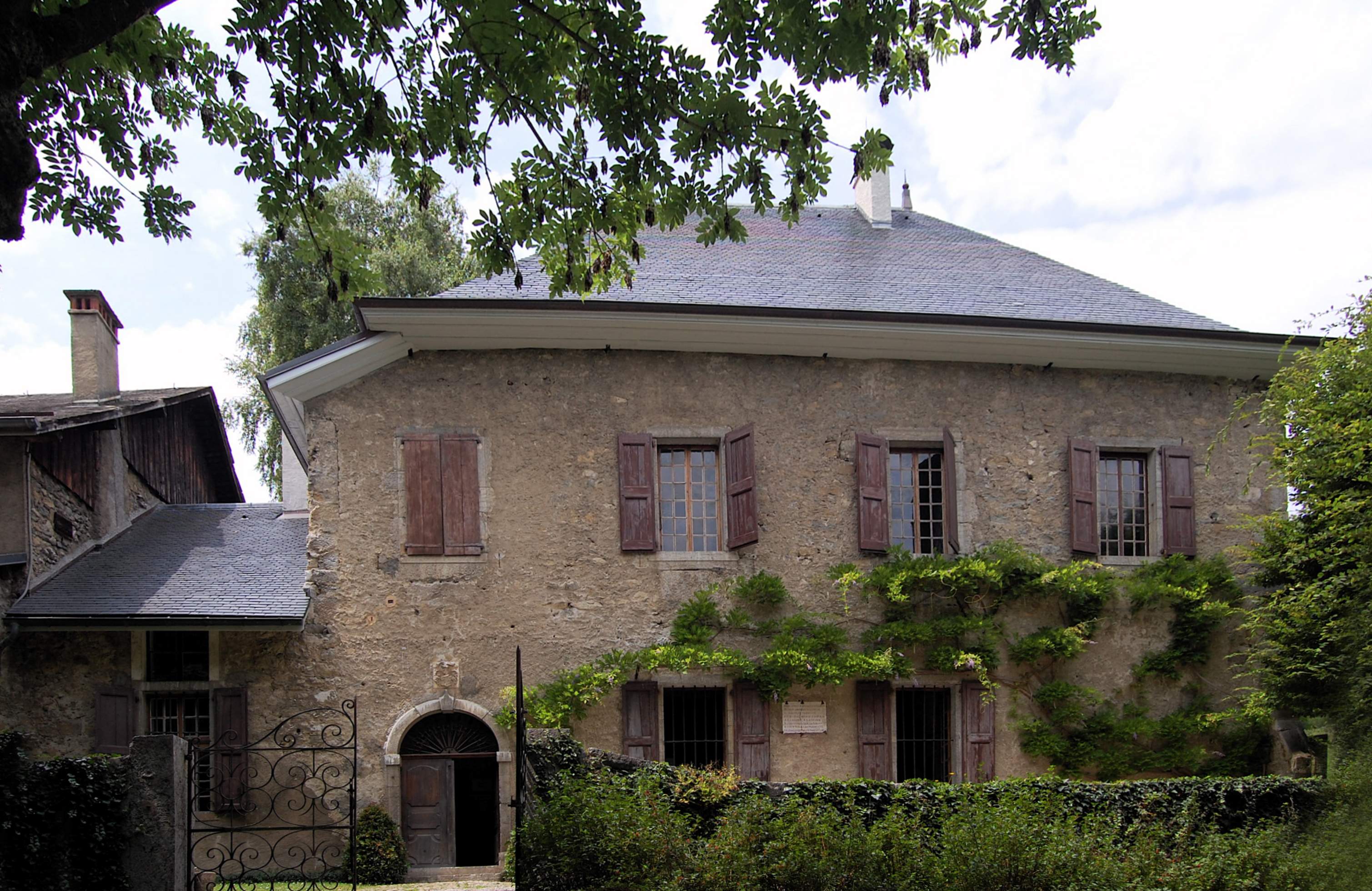
La maison des Charmettes où J.J. Rousseau vécut durant 6 ans.

Le lac du Bourget sera d'ailleurs de ceux le plus souvent décrits par les visiteurs, le plus célèbre d'entre eux étant sans-doute Alphonse de Lamartine, qui en 1860 à travers son poème intitulé « Le Lac » issu de ses Méditations poétiques, s'adresse directement au lac en s'exclamant notamment « Ô lac ! » dès le deuxième quatrain. L'écrivain et philosophe Jean-Jacques Rousseau, qui séjourna de 1731 à 1742 à Chambéry (dont à la maison des Charmettes à partir de 1736) auprès de Madame de Warens, écrivit lui aussi beaucoup sur les personnes et les lieux qui l'entourèrent :

« C'est dommage que les Savoyards ne soient pas riches ou peut-être serait-ce dommage qu'ils le fussent ; car tels qu'ils sont, c'est le meilleur et le plus sociable peuple que je connaisse. S'il est une petite ville au monde où l'on goûte la douceur de la vie dans un commerce agréable et sûr, c'est Chambéri. »

— Jean-Jacques Rousseau, Les Confessions, Livre V (1732-1736)
En outre, un plan de développement de la lecture publique a été adopté par l’Assemblée des pays de Savoie en 2007. Ce plan, assuré au-travers de la bibliothèque départementale de prêt de Savoie et de Haute-Savoie qu'est Savoie-Biblio, doit permettre le développement de l'attractivité culturelle des citoyens « grâce à des bibliothèques de qualité sur tous les territoires, pour tous les publics, ouvertes à tous les arts, qui soient des outils d’éducation permanente en proximité ». En 2005, le département accueillait 78 bibliothèques (dont 77 municipales) et 139 autre lieux de lecture donnant accès à plus d'un million de documents et comptant 72 000 inscrits (21 % de la population).
Enfin, la Savoie possède depuis 1820 sa propre académie, l'Académie royale des sciences des belles-lettres et des arts de Savoie, aussi appelée Académie de Savoie, et sise au château de Chambéry.

#### Bibliothèques

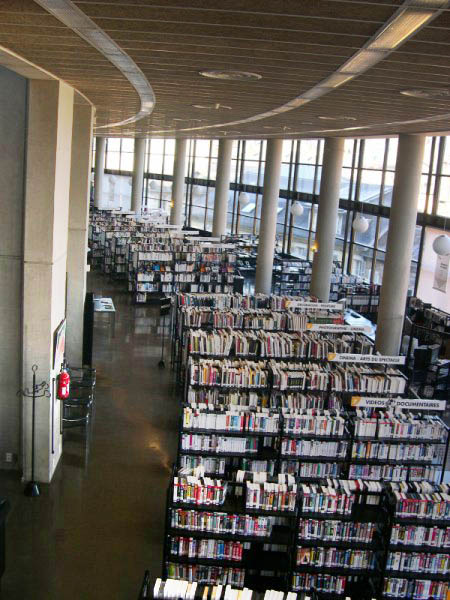
Bibliothèque Municipale de Chambéry.

Le ministère de la Culture (Direction du livre et de la lecture) reconnaît une quarantaine de bibliothèques publiques en Savoie. La bibliothèque Municipale de Chambéry est une bibliothèque municipale classée. La bibliothèque départementale de prêt, commune avec la Haute-Savoie, porte nom de Savoie-biblio.

#### Librairies
Parallèlement, l’Agence Rhône-Alpes pour le livre et la documentation a recensé une vingtaine de librairies dans le département.

#### Écrivains et éditeurs
Une quinzaine d'auteurs et illustrateurs adulte et jeunesse ont des attaches en Savoie : Maxence Fermine, Sylvie Gouttebaron (ancienne directrice du festival du premier roman de Chambéry), Fred Paronuzzi, Philippe Régniez, Jean-Pierre Spilmont, Éric Boisset, Franck Pélissier, Sophie Bresdin, Isabelle Chatellard, Dominique Falda, Stéphane Girel, Myriam Mollier, Gabriel Paccalet, Julio Ribera, Roland Topor (caché durant la guerre). On peut y ajouter le dessinateur de timbres Guy Coda, Mauriennais d'origine.
Au XIXe siècle déjà la Savoie avait attiré quelques écrivains célèbres autour de l'éditeur François Buloz et des paysages enchanteurs du lac du Bourget : Alphonse de Lamartine, George Sand... Quant à Jean-Jacques Rousseau, c'est sur les hauteurs de Chambéry, aux Charmettes qu'il s'est lancé dans l'écriture.
Pour soutenir la création littéraire contemporaine, un éditeur s'est installé à Chambéry en 1985 : Henri Poncet dont les Éditions Comp’Act ont publié près de 400 ouvrages (poésie, théâtre, romans et nouvelles, littérature classique, esthétique, philosophie, etc.). La Savoie compte également comme grand éditeur local La Fontaine de Siloé, établie à Montmélian.

### Théâtre

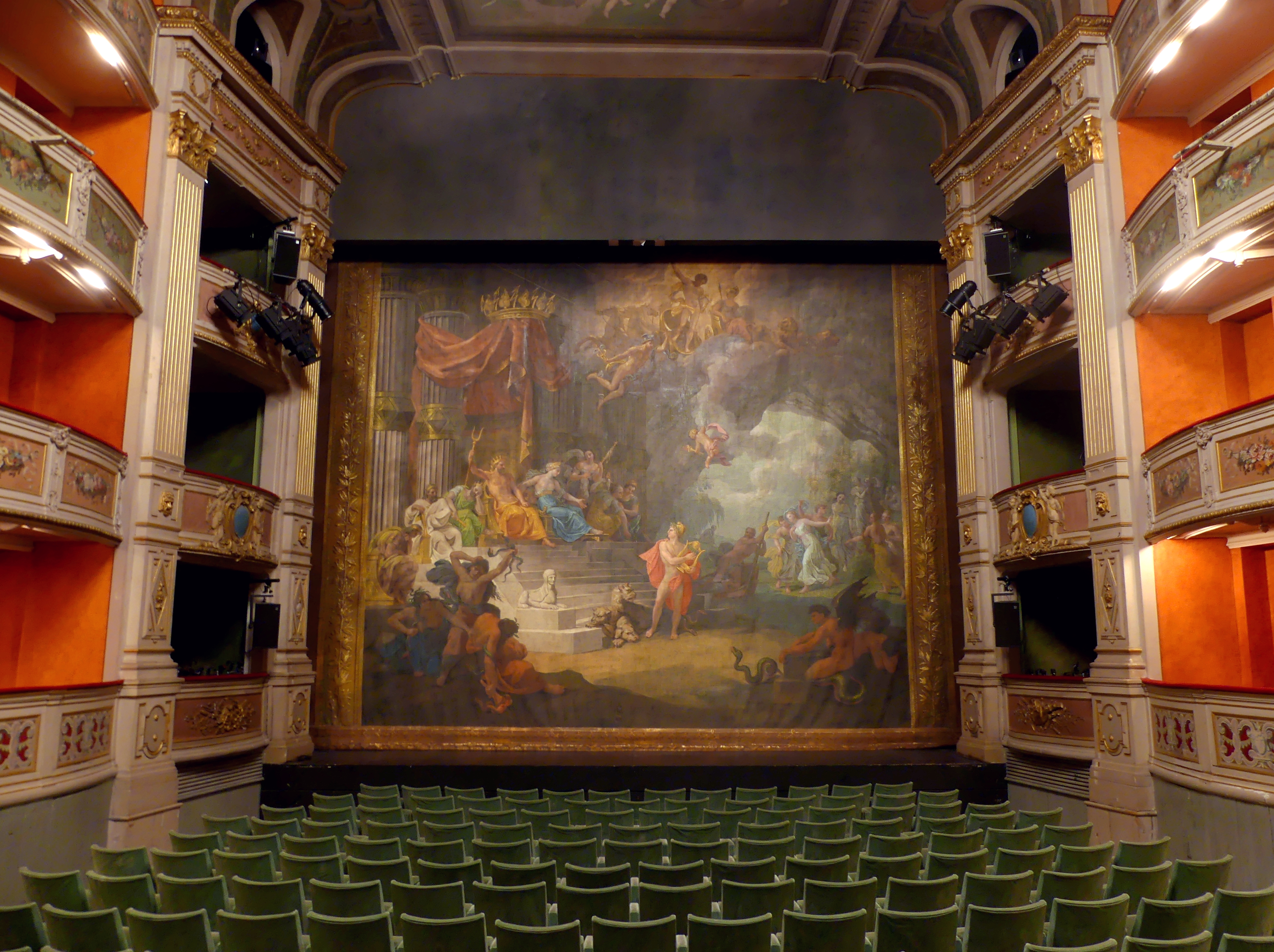
Le rideau d'Orphée du théâtre Charles Dullin de Chambéry.

Pour finir avec le sixième art qu'est le théâtre et plus globalement les « arts de la scène » (danse, cirque…), la Savoie se dote d'un premier grand théâtre à l'italienne en 1824 à Chambéry. Aujourd'hui connu sous le nom de théâtre Charles Dullin, ce nouvel édifice disposait alors d'une capacité d'accueil de 1 800 spectateurs et son inauguration s'est faite en présence du roi Charles-Félix de Savoie. Ce dernier remplace alors deux anciens théâtres du XVIIIe siècle devenus insuffisants aux yeux du comte Benoît de Boigne qui finança les travaux. Il abritait notamment des spectacles lyriques, mais parfois aussi des fêtes ou des banquets. Après l’incendie de 1864, seul le « rideau d'Orphée » a pu être épargné, un rideau de scène peint représentant le mythe de la descente d'Orphée aux enfers.
D'une capacité actuelle de 450 places, le théâtre Charles Dullin possède en tout 4 niveaux de galeries en plus de son parterre, le tout en forme de fer à cheval.
Chambéry possède également la scène nationale de la Savoie qu'est l'Espace Malraux, construit en 1987 et accueillant divers spectacles, de théâtre, de musique ou de danse.
En 2008, la Savoie recensait 18 compagnies amateurs et 22 compagnies professionnelles de théâtre. En outre, au sein du département agit l'association « Théâtre en Savoie » dont le premier rôle est de « soutenir et promouvoir l'action théâtrale en Savoie et Haute-Savoie sous toutes ses formes (formation, création, diffusion, éducation, animation…) ».

#### Spectacle vivant
L’Espace Malraux - Scène nationale de Chambéry et de la Savoie est une des cinq scènes nationales de Rhône-Alpes. Le Dôme d'Albertville est une scène conventionnée.
Près de 35 festivals se déroulent sur le territoire savoyard parmi lesquels on peut citer le festival de musique et d'art baroque en Tarentaise, les Arts jaillissants à Montsapey, le festival Les Nuits d'Eté autour du Lac d'Aiguebelette.
Il y a quatre écoles de musique agréées en Savoie (Aix-les-Bains, Saint-Jean-de-Maurienne, Albertville et Chambéry, cette dernière futur conservatoire national de région).

### Cinéma
Le septième art, c'est-à-dire le cinéma, est relativement présent en Savoie. Le département comptait ainsi 55 cinémas en 2008, pour un total de 90 écrans et 1,46 million d'entrées. Pour 2010, le Centre national du cinéma et de l'image animée (CNC) et le Département des études de la prospective et des statistiques (DEPS) précisaient la présence de 17 448 fauteuils, et avançaient également le chiffre de 1,548 million d'entrées, soit une augmentation de 6 % en 2 ans, pour des recettes totales de 10,784 millions d'euros et un indice de fréquentation assez élevé, de 3,84 entrées par habitant, plaçant la Savoie au 12e rang des départements français sur ce critère. Déjà en 1999, un dossier du Ministère de la Culture évoquait que les départements les mieux équipés en salles de cinéma ne concernaient pas seulement les seuls grands pôles d'activité de la population française (Paris, Rhône, Nord…), mais également, entre-autres, ceux des massifs alpins, citant à ce titre la Savoie et la Haute-Savoie.
Le cinéma s'installe pour la première fois en Savoie au début du XXe siècle. Le cinéma Le Modern-Palace ouvre ses portes à Chambéry en 1911, disposant alors d'une structure métallique et d'une galerie. Il sera détruit et remplacé en 1957 par Le Régent, lui-même remplacé plus tard par l’actuelle salle Jean Renoir. Tous deux ne comptaient alors qu'une seule salle de projection. Le plus vieux cinéma de Savoie encore en service est L'Astrée à Chambéry. Ouvert en 1940, il ne comporte alors lui aussi qu’une seule salle de projection, passant ensuite à trois en 1975 et à quatre salles en 1984. Ce dernier a fait l’objet d'une importante rénovation en 2012 visant à la fois à le moderniser avec l'installation de nouveaux équipements numériques, mais aussi à lui rendre son aspect de « cinéma des années 1930 » en restaurant les fresques murales de l'entrée peintes en 1942 par le peintre savoyard René-Maria Burlet et représentant des scènes du roman L'Astrée d'Honoré d'Urfé (XVIIe siècle). Sa capacité actuelle est désormais de 400 places.
Enfin, depuis l’été 2012, Chambéry détient le multiplexe cinématographique le plus moderne de France. Exploité par Pathé, il est situé sur le site des Halles en plein centre-ville, possède 10 salles et 1 700 fauteuils.

#### Films tournés en Savoie

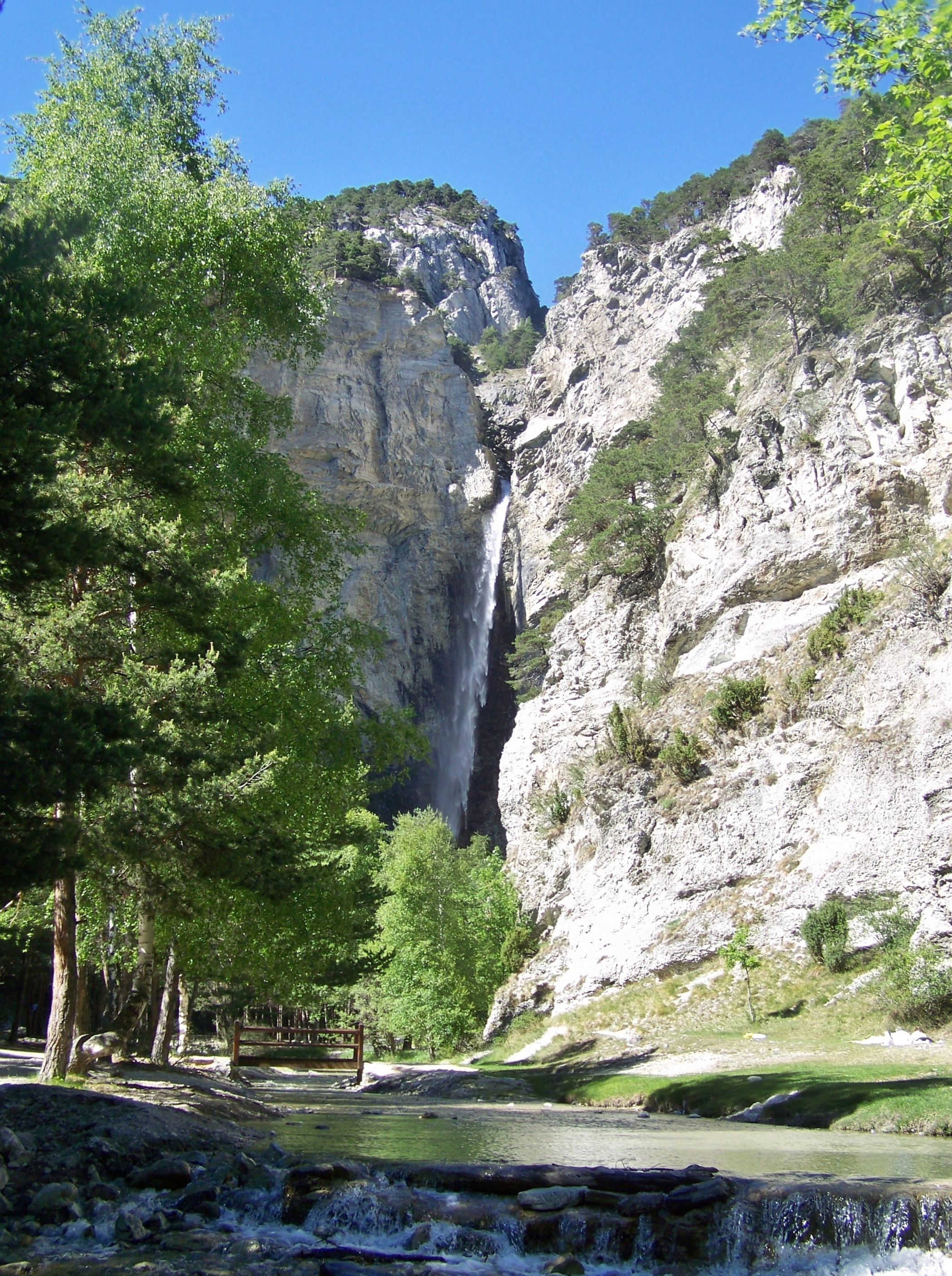
Cascade d'Avrieux où furent tournées les premières scènes des Rivières Pourpres (2000).

Le département de la Savoie a souvent servi de cadre de tournage pour de nombreux films, notamment sur les communes de Val d'Isère, Tignes, Aix-les-Bains et Chambéry. Parmi ceux ayant réalisé un nombre important d'entrées ou ayant obtenu des récompenses, on retrouve :
- Le Grand Restaurant, de Jacques Besnard, avec notamment Louis de Funès et Bernard Blier en 1966 à Val d'Isère ;
- Les Bronzés font du ski de Patrice Lecomte, avec la troupe du Splendid en 1978 à Val d'Isère ;
- La Femme de mon pote de Bertrand Blier, avec notamment Thierry Lhermitte, Isabelle Huppert et Coluche en 1983 à Courchevel ;
- La Trace de Bernard Favre, en 1983 à Sainte-Foy-Tarentaise (nomination au César du meilleur premier film) ;
- L'Effrontée de Claude Miller, avec notamment Charlotte Gainsbourg, Bernadette Lafont et Jean-Claude Brialy en 1985 à Chambéry ;
- Les Rivières Pourpres de Mathieu Kassovitz, avec notamment Jean Reno en 2000 à la cascade du Saint-Benoît à Avrieux ainsi qu'à Albertville ;
- Fallait pas !..., de et avec Gérard Jugnot en 1996 à plusieurs endroits du département dont le fort d'Aiton ;
- Taxi 3 de Luc Besson, avec notamment Samy Naceri, Frédéric Diefenthal et Bernard Farcy en 2003 à Val d'Isère ;
- Pur Week-end, d'Olivier Doran, avec notamment Kad Merad, Bruno Solo et François Berléand en 2007 à divers endroits dont les Bauges et la Vanoise ;
- Le Dernier pour la route, de Philippe Godeau avec notamment François Cluzet, Mélanie Thierry et Michel Vuillermoz en 2009 à Aix-les-Bains et sur le lac du Bourget ;
- Intouchables, d'Olivier Nakache et Éric Toledano, avec notamment François Cluzet et Omar Sy en 2011 où la scène en parapente est tournée au col des Saisies ;
- Belle et Sébastien, de Nicolas Vanier, avec Félix Bossuet dans le rôle principal en 2013, tourné en Haute-Maurienne.

Parmi ces films, certains ont précisément pour thème la Savoie et sa culture, comme la Trace ou la Dernière saison (pour plus de détails, voir La Savoie au cinéma, dans la collection L'histoire en Savoie de la Société Savoisienne d'Histoire et d'Archéologie).
Pour terminer sur la sauvegarde de la culture cinématographique du département, a été créée en 1999 l'association Cinémathèque des Pays de Savoie et de l’Ain, qui se charge de récupérer puis de restaurer une large variété de « films inédits » c'est-à-dire de particuliers, d'entreprises et institutionnels. Elle en assure également la documentation en vue de la conservation. Par ailleurs, le festival du film rural est hébergé à la Biolle.

## Patrimoine

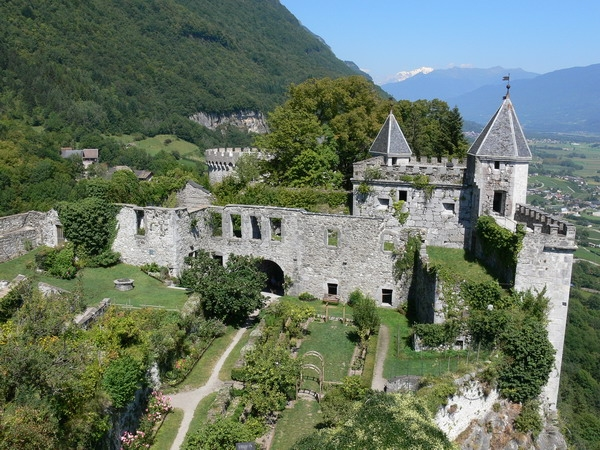
La forteresse de Miolans, place forte de la Savoie au XV.

Le département de la Savoie possède aujourd'hui un patrimoine riche et diversifié. Du côté du patrimoine architectural, au 31 décembre 2010, le Ministère de la Culture répertoriait 200 protections dans sa base Mérimée, répartis en 80 classements et 120 inscriptions. Le département fait néanmoins partie, avec la plupart des autres départements alpins (Hautes-Alpes, Isère, Haute-Savoie…), de ceux en possédant le moins en termes de densité avec moins de 4 monuments par 100 km2. La commune détenant le plus de monuments historiques classés et inscrits est Chambéry avec 25 protections, soit 12 % du total. Suivent ensuite Aix-les-Bains avec 14 protections, Bonneval-sur-Arc avec 12 protections et Albertville avec 10 protections mais peu nombreuses sont les communes à en posséder puisque 214 communes du département sur 305 (70 %) ne possèdent aucun monument historique. Les premières protections à avoir été arrêtées en Savoie ont eu lieu en 1875 et ont concerné la basilique Saint-Martin d'Aime, le temple de Diane à Aix-les-Bains et l'abbaye d'Hautecombe à Saint-Pierre-de-Curtille.

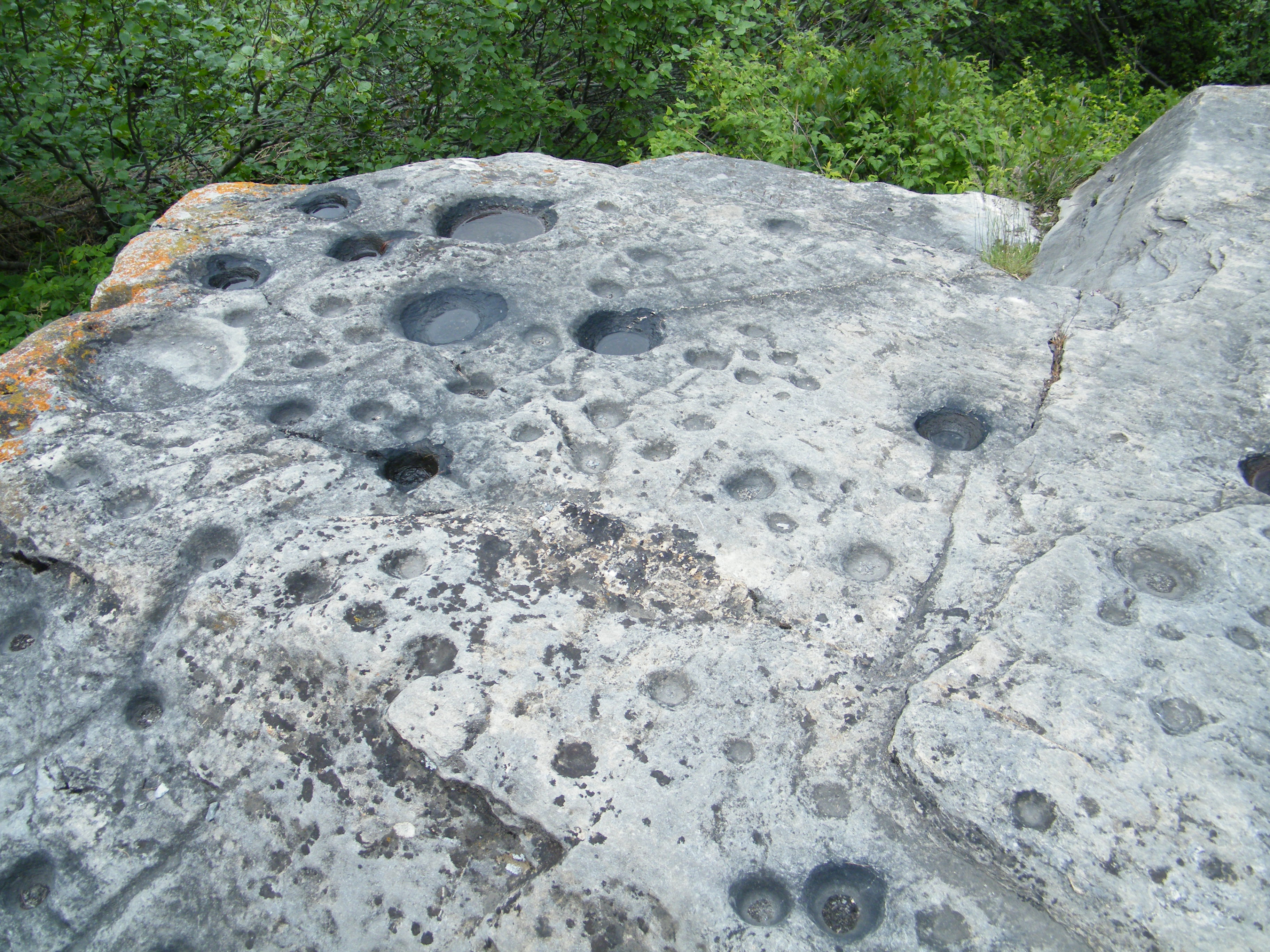
Pierre à cupules à Lanslevillard.

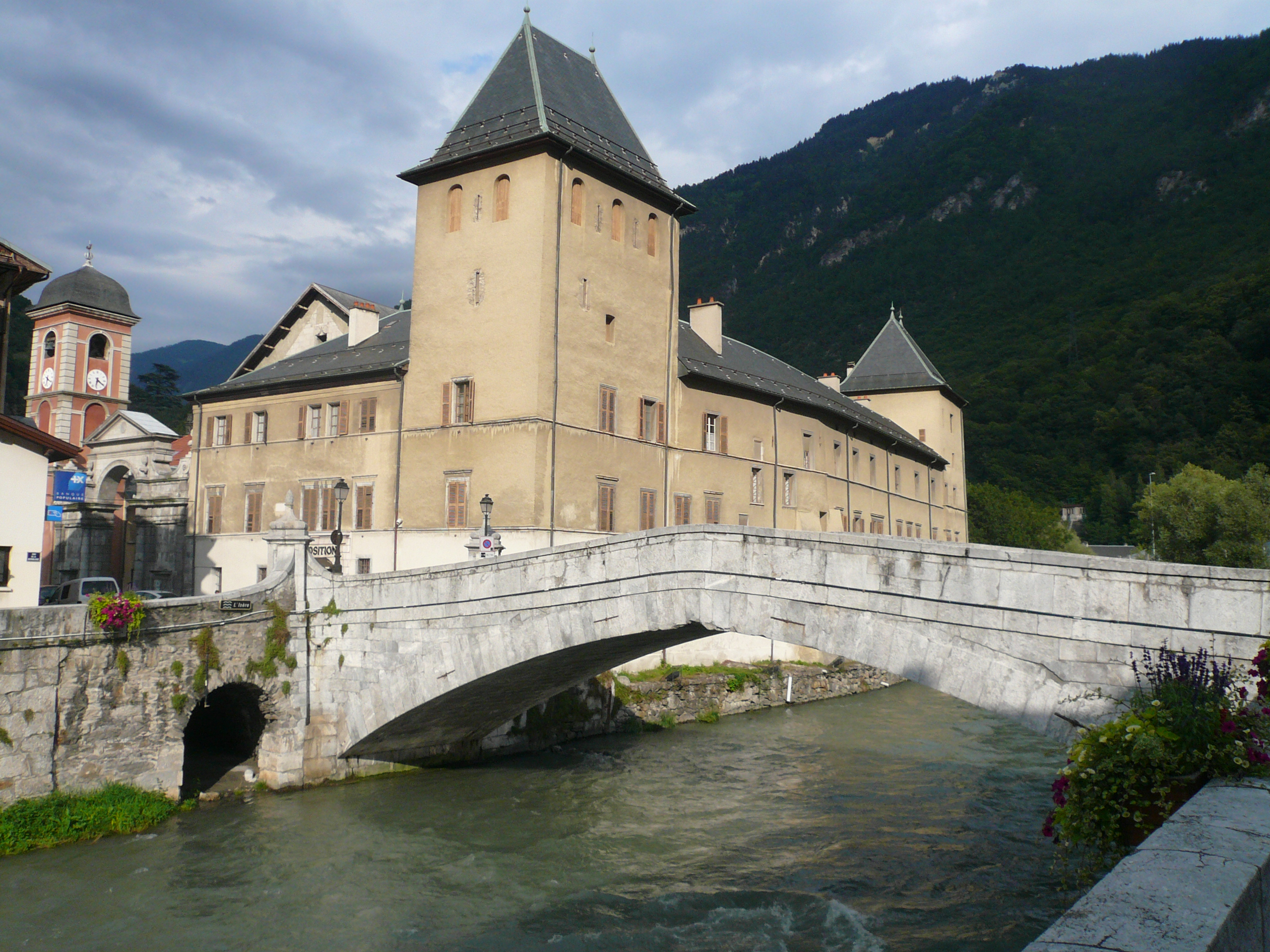
Vieux-Pont de Moûtiers (XVIIIe siècle).

Le nombre de protection n'équivaut cependant le nombre de monuments historiques, notamment dans le cas des protections d'ensemble comme c'est le cas à Bessans avec 30 chapelles et oratoires regroupés avec l'église de la commune, à Lanslevillard avec 15 chapelles et un pont, et à Saint-Sorlin-d'Arves avec 10 monuments dont 6 chapelles, 1 oratoire, l'ancienne mairie, l'église ou la croix du col de la Croix-de-Fer… La Savoie possède à cet égard un peu plus de 250 monuments historiques en comptant les protections regroupées.
Les monuments historique protégés les plus anciens du département de la Savoie datent de la Protohistoire et notamment du Néolithique comme le cercle de pierres de Séez, ou du Chalcolithique comme l'abri sous roche de Saint-Jean-d'Arvey. Font également l’objet d'une protection différents sites archéologiques immergés dans les lacs du Bourget (6 sites) et d'Aiguebelette (2 sites) datés d'une période s'étendant du Néolithique moyen à l'âge du bronze récent, âge du bronze duquel datent aussi d'autres monuments tels les blocs cupulaires de Billième. Remontant vers l'Antiquité, s'ajoutent alors divers vestiges et monuments romains, notamment à Aix-les-Bains (arc de Campanus, temple de Diane…) mais aussi avec la villa gallo-romaine de Gilly-sur-Isère.
Le nombre de monuments augmente ensuite à partir du Moyen Âge avec les nombreuses fortifications que constituent les tours et châteaux de la Savoie notamment à Conflans au-dessus d'Albertville et déjà avec certains monuments religieux comme l'église de Sainte-Marie-de-Cuines (XIe siècle) ou l'Église paroissiale Notre-Dame de Yenne (XIIe siècle). Ces-derniers sont encore très nombreux durant la Renaissance (église des Carmes du Pont-de-Beauvoisin du XVIe siècle) puis commencent à s'ajouter des monuments comme des ponts, des fontaines ou des croix (fontaine de granit de Modane du XVIe siècle, pont Morens sur l'Isère entre Montmélian et la Chavanne du XVIIe siècle, croix en fer forgé et son socle de granit de Saint-Martin-de-Belleville du XVIIe siècle).
Le XVIIIe siècle continue d'être marqué par bon nombre d'édifices religieux auxquels s'ajoutent quelques monuments spécifiques comme les thermes d'Aix-les-Bains ou le domaine Reinach à la Motte-Servolex et le XIXe siècle ouvre la protection à des architectures plus modernes et parfois industrielles comme le tunnel hydraulique du Gelon et pont Royal à Chamousset, les tunnels ferroviaires de Fréjus et de Brison ou encore l'ancienne taillanderie Busillet de Marthod. Enfin le XXe siècle possède également des monuments protégés, comme les chalets Jolliot-Curie et le Petit Navire à Courchevel, les anciens hôtels Royal et Excelsior d'Aix-les-Bains ou la rotonde ferroviaire de Chambéry. Chambéry, qui avec Albertville, détient le label « Villes d'art et d'histoire ».
En matière de patrimoine architectural, la Fondation pour l'action culturelle internationale en montagne (FACIM) contribue à la mise en valeur et à l'animation du patrimoine savoyard.
Depuis 2011, la Savoie possède également 5 sites au patrimoine mondial de l'Unesco au titre des sites palafittiques préhistoriques autour des Alpes. Il s'agit de Brison-Saint-Innocent–Baie de Grésine, la baie de Châtillon, Saint-Pierre-de-Curtille–Hautecombe et le littoral de Tresserve pour les sites palafittiques du lac du Bourget, et de  Lac d'Aiguebelette (zone sud) pour le lac d'Aiguebelette.
Enfin, le département compte 24 sites naturels classés. Il s'agit d'un label officiel français témoignant d’un intérêt paysager, artistique, historique, scientifique, légendaire ou pittoresque exceptionnel de sites naturels ou artificiels justifiant la nécessité d'autorisations en vue d'effectuer d'y effectuer des travaux susceptibles de modifier l'état ou l'apparence du territoire protégé. En outre, la commune de Bonneval-sur-Arc adhère aux plus beaux villages de France.

### Musées

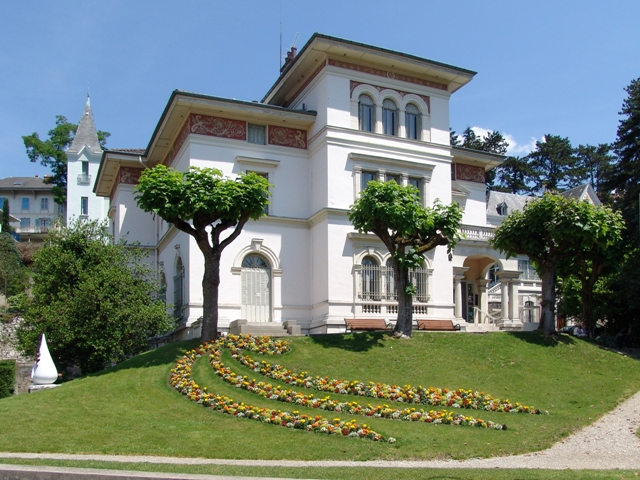
Le musée Faure à Aix-les-Bains.

Le département de la Savoie compte de nombreux musées, dont dix sont labellisés « musées de France », à savoir :
- 4 à Chambéry : le muséum d'histoire naturelle, le musée des beaux-arts, le musée savoisien, et le musée des Charmettes ;
- 2 à Aix-les-Bains : le musée archéologique et le musée Faure ;
- 1 à Aime : le musée archéologique et minéralogique Pierre Borrione ;
- 1 à Albertville : le musée municipal d'Histoire et d'Ethnographie ;
- 1 à Bourg-Saint-Maurice : le musée du Costume ;
- 1 à Moûtiers : le musée du Val d'Isère.

Le Département a par ailleurs mis en place un réseau des musées et maisons thématiques de Savoie, regroupant 22 sites muséographiques sis sur l’ensemble du territoire savoyard. Son objectif est de « créer un réseau professionnel d’échanges mais aussi et surtout de promouvoir des sites de patrimoine aux thématiques riches et variées ».

### Archives départementales

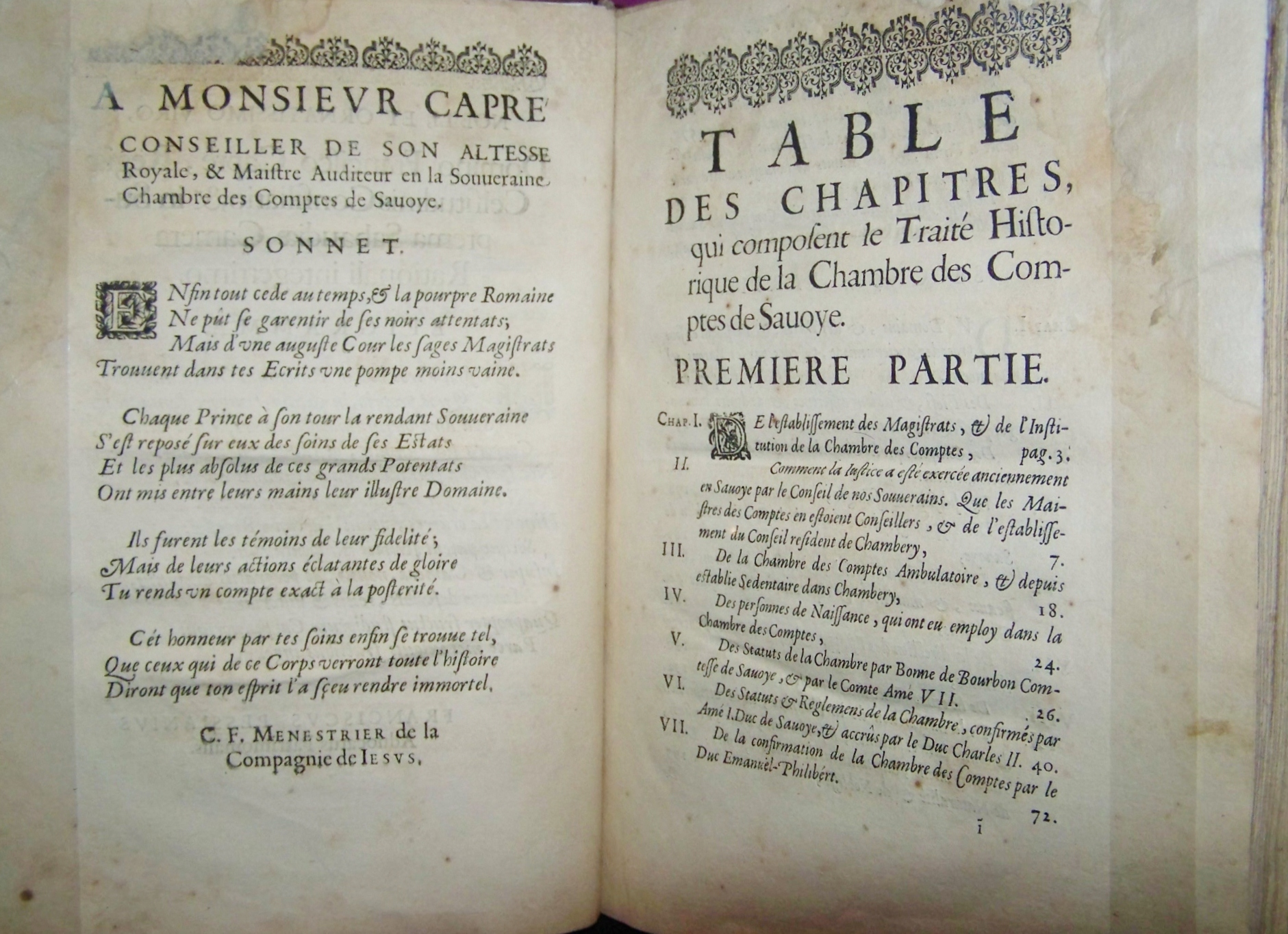
Traité historique de la Chambre des comptes de Savoie (1662).

Les archives départementales de la Savoie, installées à Chambéry et directement rattachées au Conseil général de la Savoie, ont pour rôles de collecter auprès des particuliers, des entreprises et des institutions des documents anciens afin de les restaurer, les documenter, les classer et les rendre accessibles gratuitement au public. Actuellement les archives de la Savoie possèdent plus de 1 000 ans d'archives, la plus ancienne étant la charte de Rodolphe III par laquelle le roi Rodolphe III de Bourgogne fait comte l'archevêque de Tarentaise en l'an 966.
Les archives départementales possèdent donc des milliers d'archives administratives issues du Conseil général, de la Préfecture ou des tribunaux et des services du cadastre, incluant notamment les mappes sardes réalisées entre 1728 et 1738 et auxquelles Jean-Jacques Rousseau lui-même a participé durant son séjour à Chambéry. Les archives regroupent également une partie des archives de l'ancien duché de Savoie (l'autre partie étant conservée par les archives départementales de la Haute-Savoie), ainsi que tous les registres paroissiaux et d'état civil dont les plus anciens remontent au XVIe siècle (registres de la Bâthie). Au total et mises bout à bout, les archives de la Savoie représentent environ 20 km en linéaire.
À noter que les archives possèdent en outre un certain nombre de photographies et de microfilms anciens.

### Traditions

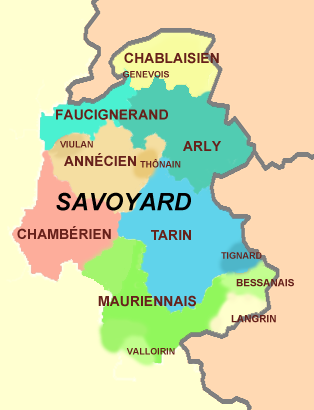
Les différents dialectes savoyards.

#### Langue
Le savoyard est une variante du francoprovençal (ou arpitan) dont il s'est éloigné à la fois au niveau de la phonétique notamment du fait de la palatalisation, mais aussi au niveau des mots eux-mêmes, avec la création de nombreux mots ayant trait à l’environnement et la météorologie principalement. Pour autant, bien que bâtie sur des bases communes, le patois savoyard se divisait en plusieurs petits sous-dialectes différents, non seulement d'un département à l’autre, mais également d'une vallée à l’autre. En Savoie, ces sous-dialectes sont notamment le Chambérien, le Mauriennais et le Tarin, mais auxquels s'ajoutent également des dialectes plus limités géographiquement que sont le Valloirin le Langrin et le Bessanais en Maurienne, et le Tignard en Haute-Tarentaise.
Aujourd'hui les locuteurs réguliers sont beaucoup moins nombreux qu'au début du XXe siècle, mais demeure néanmoins un parler savoyard, fait de mots et d'expressions savoyardes plus ou moins francisées qu'une forte proportion des populations de Savoie et de Haute-Savoie continuent d'utiliser spontanément, comme « ce tantôt » pour « cet après-midi », « panosse » pour « serpillière » ou « penses-tu » pour signifier « bien sûr que non » tout comme « selon » pour désigner « plus ou moins ». L'on peut également rencontrer dans le parler courant une présence plus importante de la voyelle « y » en Pays de Savoie que dans les autres régions géographiques françaises, celle-ci remplaçant à l'origine les pronoms d'objet « le », « la » ou « les ». Cette voyelle est par exemple utilisée dans la phrase « je n'aime pas y faire » à la place de « je n'aime pas le faire ».

#### Costumes et bijoux

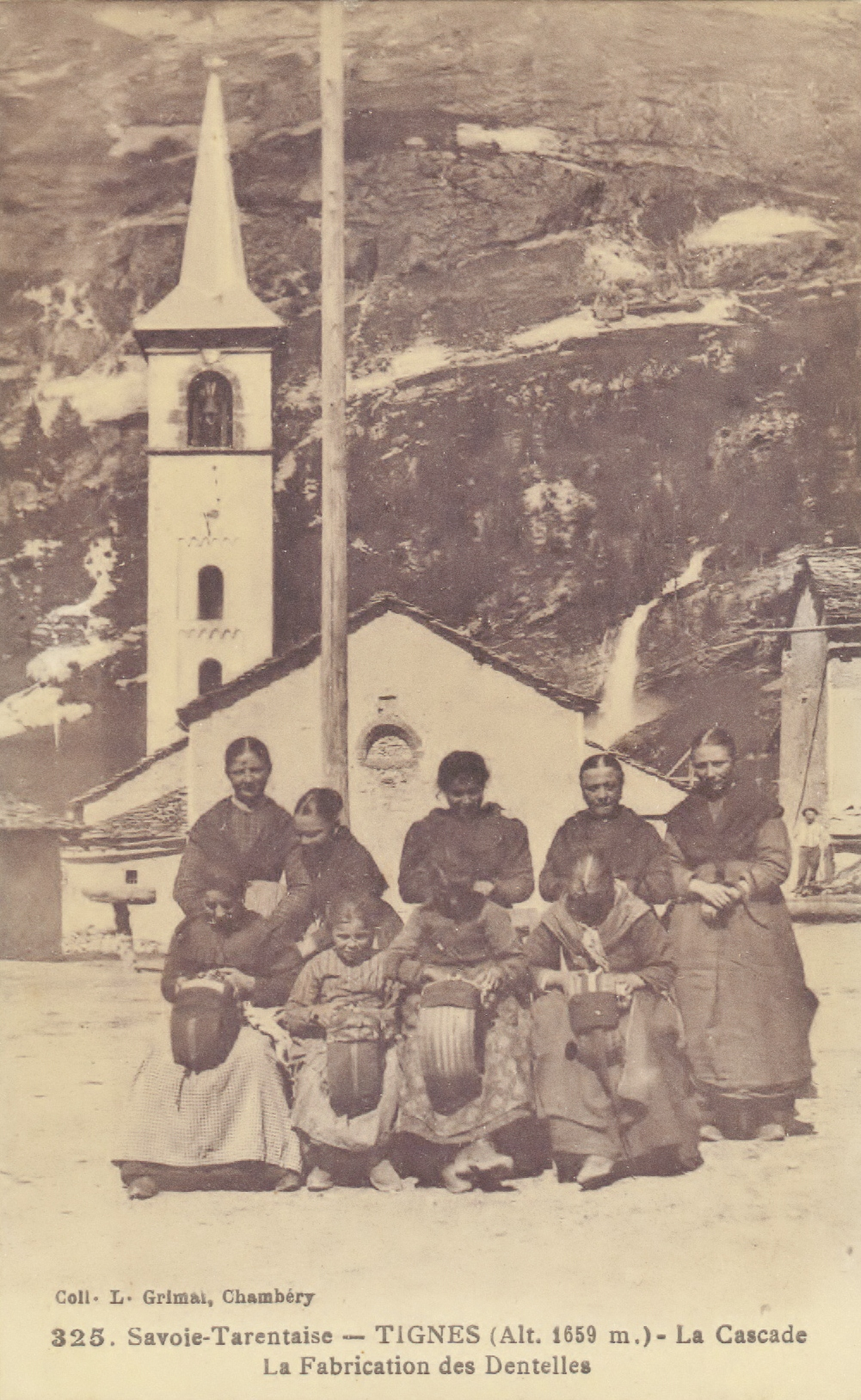
Savoyardes à Tignes.

Traditionnellement, les Savoyardes portent une robe en drap de laine, une chemise, un châle, un bonnet et un tablier, tandis que les Savoyards se contentent d'un pantalon, d'une blouse, d'une veste en drap de laine et d'un chapeau en feutre noir. Pour autant, chaque village de Savoie cherchait aussi à se distinguer selon sa coiffe ou ses broderies, ce pourquoi tous les costumes ne sauraient être entièrement similaires, non seulement d'une vallée à l'autre, mais aussi d'un village à l'autre. En outre, chaque territoire possède également plus ou moins un ensemble commun de tenues. Le costume servait donc à la fois de révélateur de l'origine géographique ainsi que du statut social de son ou sa propriétaire, de par la qualité des tissus (soieries, broderies…) notamment. De plus ces tenues étaient plus ou moins modifiées selon la saison (notamment les températures) ainsi que le type d'activité effectuée dans la journée (coupe de bois, travail dans les champs, etc).
En plus des costumes, il pouvait également être d'usage de porter divers accessoires. L'on compte parmi eux des bijoux, notamment avec l'avènement de la croix de Savoie dès la fin du XVIIIe siècle puis plus rapidement à compter de 1860 : ainsi se retrouvaient la croix à pendeloques dans le Beaufortain, la croix de Mégère dans le val d'Arly, la croix rayonnante de Valloire, la croix à l'Os en Haute-Maurienne, plus différentes autres croix comme la croix à chaînes ou la croix trèfle de Saint Maurice, semble-t-il la plus ancienne et la plus authentiquement savoyarde, les comtes de Savoie ayant en effet pris Saint Maurice comme patron (premier modèle repéré à Peisey-Nancroix). Les cœurs, les broches et les sautoirs en or étaient également portés. Puis arrivèrent les boucles d'oreilles « créoles », importées du Second Empire après l'annexion à la France et devenues rapidement appréciés des femmes tarines notamment. À défaut d'or, l’argent était utilisé, offert aux femmes par les futurs époux, chacune aspirant détenir « sa croix et son cœur ». Puis ces bijoux étaient souvent légués par héritage direct.
Aujourd'hui, peu des costumes subsistent dans la vie courante, mais très souvent ceux-ci sont de nouveau portés dans le cadre de manifestations culturelles à vocation folkloriques en Savoie.

#### Gastronomie

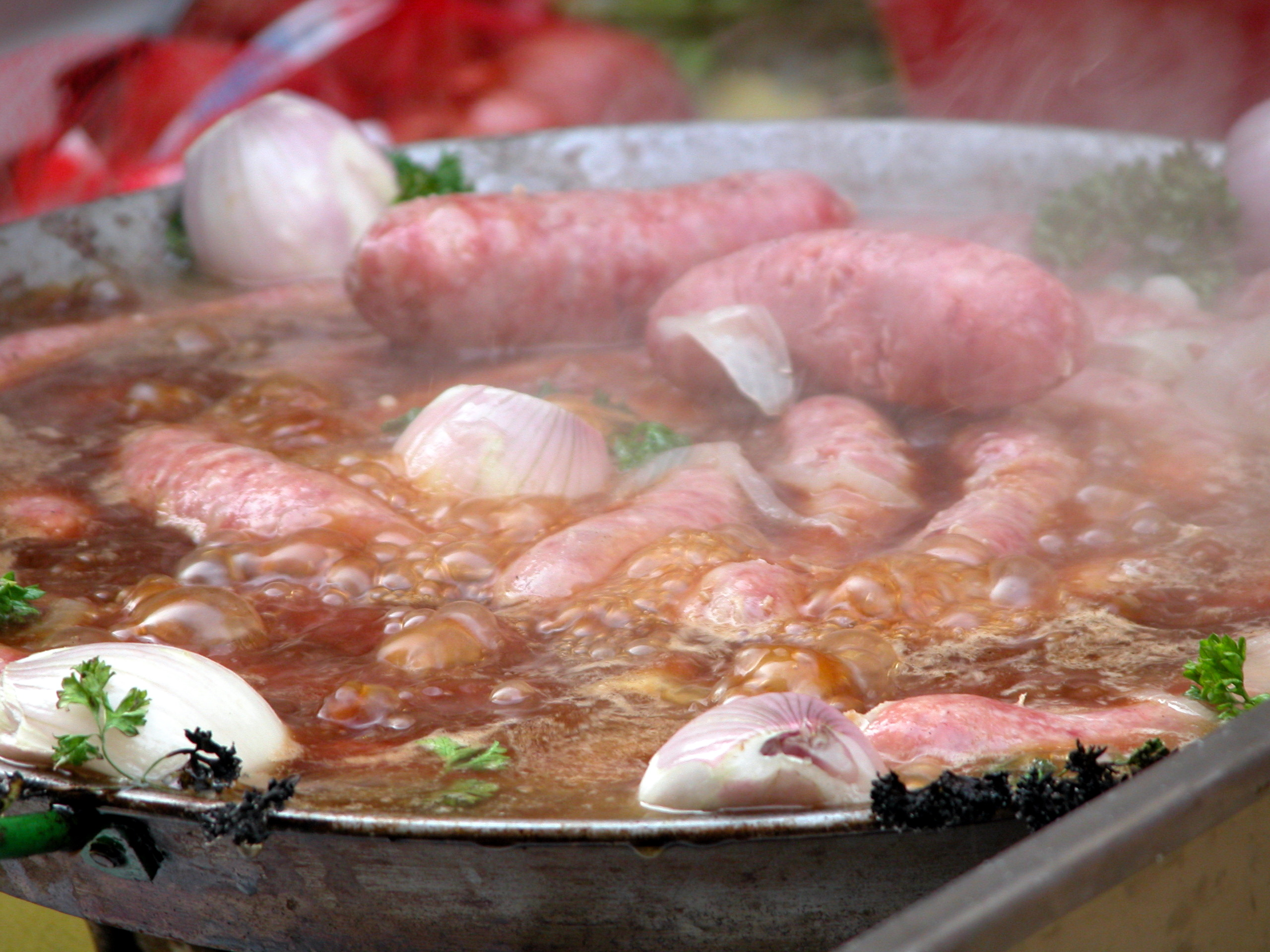
Diots au vin blanc.

Enfin, l’on peut citer la gastronomie savoyarde, à la fois comme tradition mais aussi comme patrimoine culturel. En effet, la cuisine française dans son ensemble a été inscrite en 2010 au Patrimoine mondial de l'humanité de l'Unesco sous l'intitulé de « repas gastronomique des Français », incluant par la même la gastronomie et la cuisine traditionnelle savoyarde.
Traditionnellement, la cuisine savoyarde est constituée par une très grande variété de plats et de recettes différents d'une vallée à l'autre du département. Cette cuisine se retrouve à la fois à tous les services du repas (entrée, plat, fromage et dessert), mais aussi dans les apéritifs, les digestifs et au niveau de la boisson. Historiquement, elle est surtout faite à base de céréales (telles le blé et le maïs), de viande et de produits laitiers parmi lesquels de nombreux fromages. La pomme de terre est également souvent utilisée dans les recettes savoyardes, et la viande, de gibier ou non, est souvent travaillée en charcuterie, sous forme de saucisses, tels que le sont les diots, et de saucissons notamment. Les torrents et surtout les grands lacs du département sont relativement poissoneux, aussi les poissons présentés sur les marchés sont des poissons sauvages locaux. Il s'agit le plus souvent de lavarets, de truites, d'ombles ou de poissons-chats. Ces poissons font régulièrement partie des cartes de menus dans les restaurants locaux. En ce qui concerne le gibier, se retrouvaient traditionnellement dans les plats savoyards la plupart des animaux de montagne tels que le chamois ou la marmotte, auxquels s'ajoutent les sangliers et les cervidés (cerfs, chevreuils, biches…), souvent cuits et marinés au vin.
Le vin blanc qui est par ailleurs fréquemment utilisées dans les recettes d'origine savoyarde, parmi lesquelles les diots au vin blanc, la fondue savoyarde, la croûte au fromage, la poêlée montagnarde ou encore les rissoles (« r'jeûle » en savoyard). D'autres recettes comme la polente, la tartiflette ou la croziflette (crozets cuits avec du reblochon) peuvent aussi, selon les habitudes, en être accompagnées.
Les Savoyards, comme le restant des Français, ont également pris l'habitude de confectionner des repas à base de fromage raclette, à l’origine suisse, mais aujourd'hui produit en Savoie par une demi-douzaine de producteurs, et beaucoup consommé fondu avec des pommes de terre et de la charcuterie.
Les fromages produits aujourd'hui en Savoie sont notamment la raclette, le beaufort, la tome des Bauges, la tomme de Savoie, le bleu de Termignon, l'emmental de Savoie, le reblochon, le persillé de Tignes, le persillé du Mont-Cenis, le chevrotin, l'abbaye de Tamié et le moelleux du Revard.
Du côté des pâtisseries, la Savoie est notamment à l'origine du gâteau de Saint-Genix et du biscuit de Savoie (ou gâteau de Savoie).
Enfin le département figure parmi les 10 départements possédant le plus d'étoiles décernées par le Guide Michelin en 2012, avec également celui de la Haute-Savoie. La station de Courchevel compte à elle seule 8 restaurants étoilés sur un total de 19. Si aucun ne possède 3 étoiles, 8 en détiennent 2 et 11 en détiennent 1. De plus, deux restaurants sont honorés du « Big Gourmand » (menu complet avec un bon rapport qualité prix).

## Manifestations culturelles et festivités

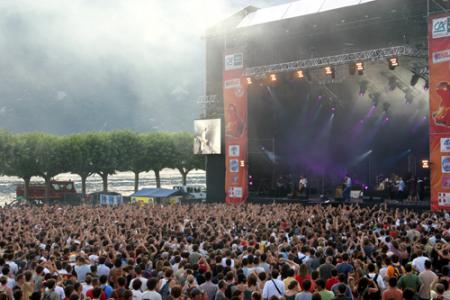
Concert lors du festival Musilac sur l'esplanade d'Aix-les-Bains.

Les principales manifestations se déroulant sur le territoire de la Savoie sont, de par leur fréquentation, le festival de musique Musilac à Aix-les-Bains et les Estivales en Savoie, dont certaines se déroulent au château des ducs de Savoie de Chambéry.

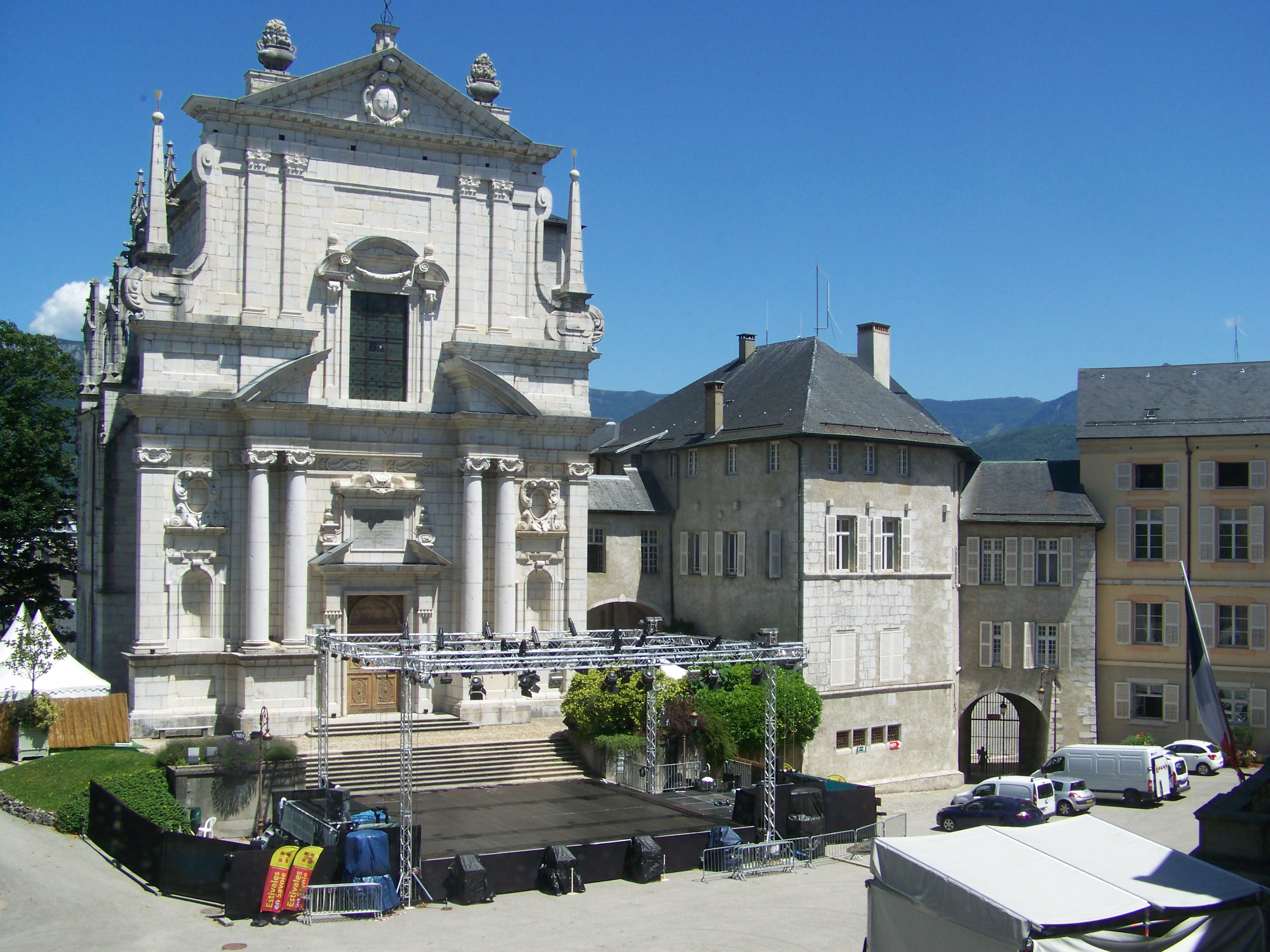
Scène des Estivales en Savoie.

Musilac est un festival de musique organisé chaque année depuis 2002 durant le mois de juillet sur l'esplanade d'Aix-les-Bains à proximité du lac du Bourget. Des chanteurs de renommée nationale et internationale se relaient alors sur la grande scène installée à cet effet pendant 3 jours. Le nombre de spectateurs inscrits n'a cessé d'augmenter jusqu'à l'année 2012 où il atteint son pic de 82 000 personnes, revenu à 75 000 en 2012. Parmi les artistes qui s'y sont récemment produits, l'on peut citer Bénabar, Jean-Louis Aubert ou Franz Ferdinand en 2012, Carlos Santana, Bernard Lavilliers ou Ben Harper en 2011, ou encore ZZ Top, Mika, Indochine ou Cœur de pirate en 2010.
Peu de temps après, ce sont les Estivales en Savoie qui succèdent à Musilac en tant que festival de musique durant une plus grande partie du mois de juillet. Dénommé à l'origine en 2003 Estivales du Château car accueillant le public exclusivement dans la cour du château de Chambéry, celui-ci se déroule désormais sur différents sites du département, tout en conservant certains concerts au Château. Le pic de fréquentation a été enregistré en 2010 avec 49 000 spectateurs, Savoyards pour 80 % d'entre eux. Ces spectacles et concerts sont par ailleurs gratuits au public.
Toujours dans le domaine musical, la Savoie a accueilli en 2012 l'Automne musical, le Savoie d'jazz festival, les nuits romantiques du lac du Bourget, le festival de Tarentaise, la cité d'été ou encore le festival musique et nature des Bauges. Enfin comme chaque année se déroule dans de très nombreuses communes du département la fête de la musique tous les 21 juin au soir. En 2013 à Chambéry, 146 groupes de 725 musiciens se sont retrouvés pour jouer, répartis sur 15 podiums sonorisés.
Dans la littérature, la ville de Chambéry organise chaque année en mai et juin depuis 1987 le festival du Premier roman durant lequel des lectures sont organisées et à l'issue duquel sont récompensés des auteurs, parmi lesquels Amélie Nothomb. Il est à cet égard « le premier festival collaboratif de lecteurs en France ».

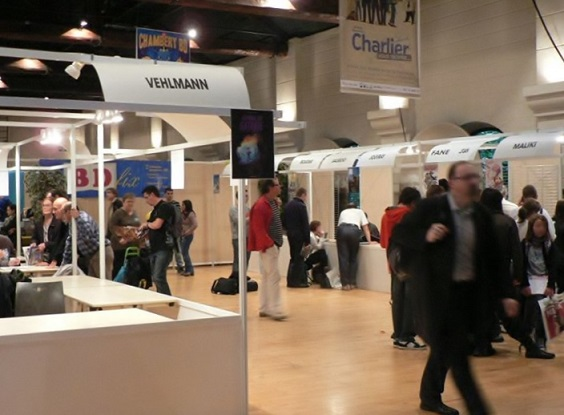
Stands de dédicace lors du festival de la BD de Chambéry 2011.

En outre, Chambéry accueille également chaque année en octobre depuis 1975 le Festival international de la bande dessinée de Chambéry durant lequel auteurs, éditeurs et lecteurs viennent échanger autour de la bande dessinée. Chaque année, le festival met à l'honneur certains invités (Julien Neel en 2011, Christophe Arleston en 2010, Ptiluc en 2007 ou Zep en 2006).
Aussi, quelques manifestations d'arts et traditions populaires ont lieu un peu partout dans le département. Ainsi, Chambéry et ses alentours accueillent le Festival Mondial de Chambéry des Cultures du monde tous les ans depuis près de 50 ans. Celui-ci se déroule au mois de juillet et propose des spectacles, pour la plupart gratuits, avec des troupes nationales de premier ordre venant des quatre coins du monde. Ce festival est donc un terrain d'échanges unique inter-cultures et inter-générations. Enfin, il propose une création musicale et chorégraphique unique qui associe danseurs traditionnels et danseurs modernes sur des rythmes éclectiques allant du classique au hip hop.
Mais d'autres communes possèdent également leurs manifestations d'arts et traditions populaires locales. On trouve par exemple la Fête de la Madelon à Courchevel, la Fête de l'Alpage du Mont Revard au Revard ou encore diverses fêtes patronales. D'autre part, de nombreuses communes possèdent leurs groupes d'arts et traditions populaires locaux, parmi lesquels ATP "La Savoie" à Chambéry, les Berres à Arêches-Beaufort, le groupe folklorique de Conflans à Albertville, les Traina Patin à Orelle, le Biau Zizé à Flumet ou la Pasturelle du Val d'Arly à Ugine.
Le spectacle vivant est également présent avec des festivals tels Envies de scènes, Festival vent d'est, les sommets du rire ou Zygomatic festival. Le cinéma est pour sa part mis en scène lors du festival européen du cinéma des Arcs aux Arcs, le festival international du film Aventure et Découverte, festivalloire à Valloire. En outre, pour la première fois, en novembre 2012, Chambéry fait sa semaine du cinéma italien sous le nom de De la fenêtre d'en face, dans la continuité de ce que fait déjà depuis plusieurs années sa proche voisine Annecy.
Dans le domaine sportif, des manifestations existent également, comme le marathon international de ski de fond de Bessans, la Grande Odyssée Savoie-Mont-Blanc, le trophée de l'espoir aux Ménuires, la Pierra Menta à Arêches-Beaufort, la Transmaurienne en Haute Maurienne Vanoise et le trophée Andros à Val-Thorens.
Enfin, les journées européennes du patrimoine sont également l'occasion de visiter chaque année durant un week-end de septembre de très nombreux sites et monuments sur l'ensemble du territoire savoyard. En 2012, ce furent un total de 193 lieux répertoriés comme ouverts à la visite.

### Autres manifestations culturelles
Parmi les autres manifestations culturelles ayant lieu tout au long de l'année peuvent être citées :
- les festivals de musique classique « Les arts jaillissants de Montsapey », « Le festival de musique et d'art baroque en Tarentaise » ou « Les nuits romantiques du Lac du Bourget » ;
- le festival national d'accordéon à Termignon ;
- les festivals des Musifolies et Vents d'Est à La Rosière-Montvalezan ;
- Courchevel des Musicîmes ;
- le festival des voyages « Grand Bivouac » à Albertville ;
- le festival international du film aventure et découverte à Val-d'Isère ;
- le festival de la photo de montagne à Pralognan-la-Vanoise ;
- le festival de l'opérette à Aix-les-Bains ;
- le festival international d'échecs à Val-Thorens ;
- les soirées Rousseau à Chambéry ;
- Navig'Aix et Aquascénies à Aix-les-Bains ;
- le concours international de sculptures sur neige et glace à Valloire.

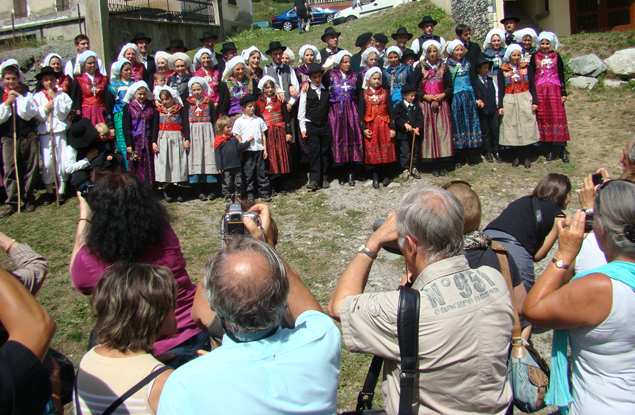
Fête en costumes villarins traditionnels tous les 15 août à Saint-Colomban-des-Villards (vallée des Villards).

Parmi les manifestations à caractère festif et ou gastronomique existent en Savoie :
- la fête du bois et du bûcheronnage aux Saisies ;
- la fête de l'Europe au Bourget-du-Lac ;
- le festival d'été à Aiguebelle ;
- Valloire autrefois ;
- la fête des costumes à Hauteluce
- la fête de l'alpage et foire aux mulets à Flumet,
- la fête des bergers franco-valdotaine ;
- la fête des montagnes à Ugine ;
- la fête de l'alpe et des guides à Pralognan-la-Vanoise ;
- la fête du costume et de la montagne à Peisey-Nancroix ;
- la fête du lac à Tignes ;
- la fête traditionnelle du 15 août à Bramans ;
- la procession du 15 août à Valloire,
- le festival du goût à Brides-les-Bains,
- le salon des sites remarquables du goût à Beaufort ;
- les saveurs et terroirs à Chambéry.